# وزارة نوري السعيد الحادية عشر
وزارة نوري السعيد الحادية عشر هي الحكومة العراقية الثالثة والأربعون، خلفت هذه الوزارة وزارة توفيق السويدي الثالثة.
تشكلت الوزارة في 15 أيلول 1950 واستمرت إلى 10 تموز 1952، وتشكلت بعدها وزارة مصطفى العمري.

## التشكيلة الوزارية
تكونت الوزارة من الوزراء أدناه:
- رئيس الوزراء: نوري السعيد، وكذلك وزير الداخلية
- وزير الدفاع: شاكر الوادي، وكذلك وزير الخارجية
- وزير المالية: عبد الوهاب مرجان
- وزير العدلية: حسن سامي التتار
- وزير الاقتصاد: ضياء جعفر ثم عبد المجيد محمود القره غولي الذي عين في كانون الأول 1950
- وزير المعارف: خليل كنة
- وزير المواصلات والأشغال: عبد الوهاب مرجان، ثم ضياء جعفر الذي عين في كانون الأول 1950، ثم علي حيدر سليمان
- وزير الشؤون الاجتماعية: ماجد مصطفى
- وزراء بلا وزارة عينوا في كانون الأول 1950:
  - صادق البصام
  - محمد حسن عبد القادر كبة، ثم شغل منصب وزير الصحة ابتداء من 1 نيسان 1952
  - عمر نظمي